# María Fernanda Silva
María Fernanda Silva (Buenos Aires, 1965) es una politóloga y diplomática de carrera argentina, fue Embajadora de la Argentina ante la Santa Sede. Es la primera mujer en estar al frente de la representación diplomática argentina ante la Santa Sede, como así también la primera persona reconocida como afrodescendiente en ingresar al servicio diplomático argentino.

## Biografía
Silva nació en Buenos Aires, hija de padre argentino y de madre caboverdiana. Su origen africano la llevó a ser militante y activa participante de asociaciones de afroargentinos y asesoró distintas entidades gubernamentales con respecto a la temática, puesto que, como ella misma afirma y se suele reconocer en Argentina, es una «comunidad invisibilizada».
Egresó en Ciencias Políticas con especialización en Relaciones Internacionales de la Universidad Católica Argentina. Ingresó posteriormente al Instituto del Servicio Exterior de la Nación, de donde se graduó, integrando la planta permanente de diplomáticos argentinos desde entonces. Como tal fue destinada a la representación diplomática en Chile, como también a formar parte de la Oficina del Arbitraje Internacional Argentina/Chile Laguna del Desierto y enviada en representación del país ante la CEPAL.
Con el desembarco de Rafael Bielsa como Ministro de Relaciones Exteriores llegó a ser consejera de éste. También fue primera secretaria en la Dirección de Europa Occidental de aquel ministerio. También fue destinada a Venezuela, cuando Alicia Castro fue embajadora ante aquel país, y a la Santa Sede, con Eduardo Valdés como embajador, en ambos casos como Jefa de la Sección Política. Por otra parte, ocupó funciones en la embajada argentina en Ecuador, donde representó al país ante la UNASUR.
En 2016 fue Representante especial Adjunta ante los tres organismos de los que la Argentina tiene representación en Roma: la Organización de las Naciones Unidas para la Alimentación y la Agricultura (FAO), el Fondo Internacional de Desarrollo Agrícola (FIDA) y el Programa Mundial de Alimentos de las Naciones Unidas (PMA). 

### Embajadora ante la Santa Sede
La asunción de Alberto Fernández como presidente dejó vacía la representación diplomática ante la Santa Sede, que en los años de Mauricio Macri había sido ocupada por Rogelio Pfirter, en diciembre de 2019. El papado de Francisco, nacido en Argentina, llevó a que la representación argentina cobrase una especial relevancia para llenar la vacante y distintas especulaciones de los medios argentinos, como, por ejemplo, que el mismo Papa había solicitado la designación de un diplomático de carrera, en lugar de uno político.
Inicialmente, el gobierno argentino había designado a Luis Bellando, diplomático de carrera, plácet que, sin embargo, fue rápidamente rechazado por tratarse de un divorciado. Ante aquella situación y en vísperas de una visita diplomática del presidente Fernández al Vaticano, surgió el nombramiento de Silva, a fines de enero de 2020, a quien el Papa conocía personalmente de sus años como Arzobispo de Buenos Aires. Jorge Mario Bergoglio ayudó a Silva y a su marido con la nulidad católica de su matrimonio, del cual nació una hija, puesto que este último decidió dedicarse al sacerdocio. Su plácet fue finalmente aceptado a principios de febrero de 2020.